# Championnat des îles Salomon féminin de football
Le championnat des Îles Salomon féminin de football ou Solrais Women's Premier League est une compétition féminine de football qui réunit les meilleures équipes des Îles Salomon.

## Palmarès
| Saison    | Champion           |
| --------- | ------------------ |
| 2014      | Solomon Warriors   |
| 2015      | Solomon Warriors   |
| 2016-2017 | pas d'informations |
| 2018      | Solomon Warriors   |
| 2019      | pas d'informations |
| 2020      | RSIPF Royals       |
| 2021      | RSIPF Royals       |
| 2022-2023 | Koloale FC         |